# Celtic Woman: An Irish Journey
Celtic Woman: An Irish Journey – album kompilacyjny zespołu Celtic Woman, wydany 3 października 2011 roku we Francji. Album zawiera występy wokalistek Chloë Agnew, Lisa Kelly, Lisa Lambe, Órli Fallon, Méav Ní Mhaolchatha, Hayley Westenra, Lynn Hilary, Alex Sharpe oraz skrzypaczki Máiréad Nesbitt. Wszystkie piosenki z tego albumu  pochodzą z poprzednich płyt, co czyni ten album jednym z niewielu, który zawiera występy wszystkich członków (bieżących i poprzednich). Utwór The Water Is Wide jest jedynym, który nie został wydany wcześniej przez zespół.

"Piosenki są bardzo charakterystyczne dla tego albumu, a na pewno odzwierciedlają jego nazwę. Jeśli dorzucić piosenki, takie jak This Isle Of Innisfree i Galway Bay dajesz ludziom przebłysk tego skąd pochodzisz i jak piękna jest Irlandia w rzeczywistości. A następnie mamy bardziej nowoczesne irlandzkie utwory jak You Raise Me Up i The Voice oraz niezawodny i piękny Danny Boy, o których myślę, że ludzie naprawdę oczekują, aby usłyszeć od ciebie. Więc było to na pewno w nazwie albumu, An Irish Journey. Myślę, że to naprawdę odzwierciedla, czym on jest."

"Nagraliśmy The Water Is Wide z bajecznym bagad Lann-Bihoue, a to ciekawa współpraca, ponieważ kiedy miałem 19 lat koncertowałem z Alanem Stivell, słynnym bretońskim muzykiem oraz pracowałem z Danem Ar Braz, także słynnym bretońskim muzykiem, i wielu muzyków Celtic Woman, w tym nasz inżynier, Andrew Boland, pracowali w przeszłości z bagad Lann-Bihoue i z wieloma muzykami stamtąd. Tak więc wydawało się to bardzo naturalną współpracą. Jesteśmy swego rodzaju towarzyszami broni, jak sądzę, więc wszyscy naprawdę sądziliśmy, że byłby to świetny pomysł. Bagad jest tak fantastyczny, jest to idealna okazja dla nas, aby z nimi pracować."

## Lista utworów
| Nr  | Tytuł                                   | Wykonawca                                                                                   | Czas  |
| --- | --------------------------------------- | ------------------------------------------------------------------------------------------- | ----- |
| 1.  | "The Water is Wide"                     | Chloë Agnew, Lisa Kelly, Lisa Lambe, Máiréad Nesbitt                                        | 03:31 |
| 2.  | "The Coast Of Galiçia"                  | Máiréad Nesbitt                                                                             | 03:36 |
| 3.  | "Harry's Game"                          | Órla Fallon                                                                                 | 02:31 |
| 4.  | "Dúlaman"                               | Méav Ní Mhaolchatha                                                                         | 03:06 |
| 5.  | "Amazing Grace"                         | Chloë Agnew, Lisa Kelly, Lynn Hilary, Alex Sharpe                                           | 04:57 |
| 6.  | "Danny Boy"                             | Méav Ní Mhaolchatha                                                                         | 03:26 |
| 7.  | "Níl Sé'n Lá"                           | Chloë Agnew, Lisa Kelly, Lynn Hilary, Máiréad Nesbitt, Alex Sharpe                          | 03:36 |
| 8.  | "Isle of Innisfree"                     | Órla Fallon                                                                                 | 03:27 |
| 9.  | "Granuaile's Dance"                     | Máiréad Nesbitt                                                                             | 03:41 |
| 10. | "Galway Bay"                            | Chloë Agnew                                                                                 | 04:14 |
| 11. | "Mo Ghile Mear"                         | Chloë Agnew, Órla Fallon, Lisa Kelly, Máiréad Nesbitt, Méav Ní Mhaolchatha, Hayley Westenra | 05:07 |
| 12. | "The Voice"                             | Lisa Kelly                                                                                  | 03:08 |
| 13. | "At The Céili" (Live from Slane Castle) | Chloë Agnew, Órla Fallon, Lisa Kelly, Máiréad Nesbitt, Méav Ní Mhaolchatha                  | 05:00 |
| 14. | "You Raise Me Up"                       | Chloë Agnew, Órla Fallon, Lisa Kelly, Máiréad Nesbitt, Méav Ní Mhaolchatha, Hayley Westenra | 04:41 |
| 15. | "Spanish Lady" (Live from Slane Castle) | Chloë Agnew, Órla Fallon, Lisa Kelly, Méav Ní Mhaolchatha, Hayley Westenra                  | 02:23 |